# Barrett XM109
L'XM109 è un fucile anti-materiale prodotto dalla Barrett Firearms Manufacturing. Adotta munizioni esplosive 25x59mm.
L'XM109 Barrett è un prototipo di fucile di precisione antimateriale a media-lunga gittata. Al momento non è stato impiegato in conflitti, ma è previsto l'impiego di pochi pezzi per la fine della Invasione dell'Afghanistan.